# Shuhei Terada
Shuhei Terada (寺田 周平, Terada Shuhei, Mie, 23 juni 1975) is een Japans voormalig voetballer die als verdediger speelde.

## Carrière
Shuhei Terada speelde tussen 1999 en 2010 voor Kawasaki Frontale.

## Japans voetbalelftal
Shuhei Terada debuteerde in 2008 in het Japans nationaal elftal en speelde 6 interlands.

## Statistieken
| Japans voetbalelftal | Japans voetbalelftal | Japans voetbalelftal |
| Jaar                 | Wed.                 | Dlp.                 |
| -------------------- | -------------------- | -------------------- |
| 2008                 | 4                    | 0                    |
| 2009                 | 2                    | 0                    |
| Totaal               | 6                    | 0                    |